# Balet mechaniczny
Balet mechaniczny – francuski krótkometrażowy film z 1924 roku, który jest eksperymentem dadaistycznym malarza Fernanda Légera. Do wyprodukowania filmu przyczynili się także scenograf Dudley Murphy i kompozytor George Antheil, którego część utworu zatytułowanego Mechanizmy stanowiła ilustrację Baletu mechanicznego, choć twórcy nigdy nie podjęli decyzji o zsynchronizowaniu obrazu i muzyki. Na pokazach film był prezentowany bez muzyki Antheila. Dopiero 25 sierpnia 2000 roku przedstawiono je łącznie w Antwerpii podczas Cultuurmarkt van Vlaaderen.

## Fabuła
Na początku i końcu filmu pojawia się animowana i zgeometryzowana postać Chaplina. W związku z czym podtytuł brzmi Charlot przedstawia Balet mechaniczny. Film ten należał do grupy manifestujących wyzwolenie przedmiotów. Jest to próba pokazania, że przedmiot też może być pewnym rodzajem sztuki. W filmie tym rzecz ma nadaną rolę bohatera. Sporadycznie pojawiają się ujęcia kobiety, a także zbliżenia uśmiechniętych kobiecych ust. Produkcja ta przede wszystkim skupiła się na przedmiotach codziennego użytku takich jak talerze, garnki, czy butelki. Obrazy się powtarzają, zbliżają i oddalają, pulsują, są pokazywane z różnych perspektyw. Na ekranie panuje chaos. Na przemian z przedmiotami pojawiają się fragmenty obrazów Légera, wśród których autonomizują się koła i trójkąty. Léger zastosował też pętlę, która przedstawiała praczkę wchodzącą po schodach.